# コンスタンティン・ブデスク
コンスタンティン・ヴァレンティン・ブデスク（ルーマニア語: Constantin Valentin Budescu、1989年2月19日 - ）はルーマニアのウルジチェニ出身のサッカー選手。ポジションはフォワード、攻撃的ミッドフィールダー。

## 経歴
2007年、リーガ2に所属するペトロルル・プロイェシュティのファーストチームに昇格すると、チームの中心選手としての地位を確立し、リーガ1のクラブから注目された。
2011年1月、リーガ1のアストラ・プロイェシュティ（当時）へ移籍した。2011年2月28日のグロリア・ビストリツァ戦でリーガ1に初出場したが、2011-12年シーズンまではファーストチームであまり出場機会を得られず、リーガ2所属のセカンドチームでもプレーした。
2012-13年シーズンも序盤は出場機会が少なかったが、途中出場した第8節のUクルジュ戦でリーガ1初得点を含む2ゴールを記録した。その後は主力に定着し、最終的にケヒンデ・ファタイに次ぐチーム2位の12得点を決め、クラブ初のUEFAヨーロッパリーグ出場権獲得に貢献した。2013-14年シーズン開幕戦のヴィトルル・コンスタンツァ戦でハットトリックを達成した。2013年7月4日、UEFAヨーロッパリーグ 2013-14予選1回戦のドムジャレ戦でUEFA主催クラブ大会に初出場し、初得点を記録した。
2015年8月6日、UEFAヨーロッパリーグ 2015-16予選3回戦のウェストハム・ユナイテッド戦で2得点を決め、アストラを逆転勝利かつプレーオフ進出に導く活躍を見せた。
2016年2月、中国の大連一方足球倶楽部へ3年契約で移籍.。
2017年1月26日、アストラ・ジュルジュへ1年半の契約で復帰した。
2017年6月10日、FCステアウア・ブカレストへ4年契約で移籍した。
2018年6月20日、マリウス・シュムディカが監督を務めているサウジアラビアのアル・シャバブ・リヤドへ3年契約で移籍した。

## 代表
2015年9月4日、UEFA EURO 2016予選のハンガリー戦の後半78分にルチアン・スンマルテアンと交代でルーマニア代表デビューを果たした。同年10月11日のフェロー諸島戦で代表初ゴールを含む2得点を挙げた。

## 個人成績

### 国内大会
| 2010-11 | アストラ・ジュルジュ | 10         | リーガ1 | 6  | 0  | 1  | 0 | 7   | 0  |
| 2011-12 | アストラ・ジュルジュ | 10         | リーガ1 | 9  | 0  | 1  | 1 | 10  | 1  |
| 2012-13 | アストラ・ジュルジュ | 10         | リーガ1 | 26 | 12 | 5  | 3 | 31  | 15 |
| 2013-14 | アストラ・ジュルジュ | 10         | リーガ1 | 28 | 13 | 6  | 4 | 34  | 17 |
| 2014-15 | アストラ・ジュルジュ | 10         | リーガ1 | 28 | 10 | 0  | 0 | 28  | 10 |
| 通算    | ルーマニア           | ルーマニア | 1部     | 97 | 35 | 13 | 8 | 110 | 43 |
| 総通算  | 総通算               | 総通算     | 総通算  | 97 | 35 | 13 | 8 | 110 | 43 |

- ルーマニアのリーグ杯はクパ・ロムニエイの成績。2010-11年シーズンの1試合0得点はペトロルル・プロイェシュティ所属時。

#### その他の公式試合
- スーペルクパ・ロムニエイ
  - 2014年 : 1試合0得点
- クパ・リギー
  - 2014-15年シーズン : 3試合2得点

### 国際大会
| 国際大会個人成績 | 国際大会個人成績         | 国際大会個人成績 | 国際大会個人成績 | 国際大会個人成績 | 国際大会個人成績 | 国際大会個人成績 |
| 年度             | クラブ                   | 背番号           | 出場             | 得点             | 出場             | 得点             |
| UEFA             | UEFA                     | UEFA             | UEFA EL          | UEFA EL          | UEFA CL          | UEFA CL          |
| ---------------- | ------------------------ | ---------------- | ---------------- | ---------------- | ---------------- | ---------------- |
| 2013-14          | FCアストラ・ジュルジュ   | 10               | 7                | 3                | -                | -                |
| 2014-15          | FCアストラ・ジュルジュ   | 10               | 10               | 1                | -                | -                |
| 2015-16          | FCアストラ・ジュルジュ   | 10               | 6                | 3                | -                | -                |
| 2016-17          | FCアストラ・ジュルジュ   | 10               | 8                | 2                | -                | -                |
| 2017-18          | FCステアウア・ブカレスト | 11               | 9                | 4                | -                | -                |
| 通算             | UEFA                     | UEFA             | 40               | 14               | -                | -                |

- 2013-14年シーズン: 2013年7月25日に行われたUEFAヨーロッパリーグ 2013-14予選2回戦オモニア戦の1点目をブデスクの得点として7試合4得点とするメディアもあるが、UEFA公式サイトの記録ではオウンゴールによる得点とされている[14]。

## タイトル
アストラ・ジュルジュ
- クパ・ロムニエイ 優勝 (1) : 2013-14
- スーペルクパ・ロムニエイ 優勝 (1) : 2014